# Kemal Gözler
Kemal Gözler (* 31. März 1966 in Biga) ist ein türkischer Rechtswissenschaftler und seit 2007 Staatsrechtsprofessor an der Uludağ-Universität in Bursa.

## Leben
Nach seinem Abitur im Jahr 1983 nahm Gözler sein Studium der Rechtswissenschaften an der Universität Ankara auf und beendete es im Jahr 1987. 1990 promovierte er an der sozialwissenschaftlichen Fakultät der Universität Ankara. 1992 folgte das DEA en droit public an der Universität Bordeaux I und 1995 das Doctorat en droit public zum Thema Le pouvoir de révision constitutionnelle an der Universität Montesquieu Bordeaux IV.
Zwischen den Jahren 1997 und 2004 war Gözler zunächst als Juniorprofessor, später als Lehrbeauftragter an der Fakultät für Wirtschafts- und Verwaltungswissenschaften der Uludağ-Universität tätig. Im Jahr 2004 folgte er dem Ruf an die Koç-Universität nach Istanbul und ist seit 2007 als Professor erneut an der Uludağ-Universität tätig.

## Werke
- Le pouvoir de révision constitutionnelle, Presses universitaires du Septentrion,  Villeneuve-d’Ascq 1997.
- Hukukun Genel Teorisine Giriş: Hukuk Normlarının Geçerliliği ve Yorumu Sorunu, US-A Yayıncılık, Ankara 1998.
- Hukuka Giriş, Ekin Kitabevi Yayınları, Bursa 1998.
- Kurucu İktidar, Ekin Kitabevi Yayınları, Bursa 1998.
- Türk Anayasaları, Ekin Kitabevi Yayınları, Bursa 1999.
- Türkiye Cumhuriyeti Anayasası, Ekin Kitabevi Yayınları, Bursa 2003, 2004, 2005, 2007.
- Anayasa Hukukunun Metodolojisi, Ekin Kitabevi Yayınları, 1. Auflage, Bursa 1999.
- Pouvoir constituant, Ekin Kitabevi Yayınları, Bursa 1999.
- Anayasa Normlarının Geçerliliği Sorunu, Ekin Kitabevi Yayınları, Bursa 1999.
- Hukuk Eğitiminde Sınavlar, Ekin Kitabevi Yayınları, Bursa 1999.
- Kanun Hükmünde Kararnamelerin Hukuki Rejimi, Ekin Kitabevi Yayınları, Bursa 2000.
- Türk Anayasa Hukuku, Ekin Kitabevi Yayınları, Bursa 2000.
- Cumhurbaşkanı - Hükûmet Çatışması: Cumhurbaşkanı Kararnameleri İmzalamayı Reddedebilir mi?, Ekin Kitabevi Yayınları, Bursa 2000.
- Devlet Başkanları: Bir Karşılaştırmalı Anayasa Hukuku İncelemesi, Ekin Kitabevi Yayınları, Bursa 2001.
- Anayasa Değişikliği Gerekli mi? 1982 Anayasası İçin Bir Savunma, Ekin Kitabevi Yayınları, Bursa 2001.
- Anayasa Hukukuna Giriş: Genel Esaslar ve Türk Anayasa Hukuku, Ekin Kitabevi Yayınları, Bursa 2001.
- Les villages pomaks de Lofça aux XVe et XVI siècles d'après les tahrir defters ottomans, Publications de la Société turque d'Histoire, Ankara 2001.
- İdare Hukuku, Ekin Kitabevi Yayınları, Bursa 2003.
- Yeniçiftlik Beldesi: Tarihi, Ekonomisi, Sosyal ve Kültürel Yapısı, Ekin Kitabevi Yayınları, Bursa 2003.
- Devletin Genel Teorisi, Ekin Kitabevi Yayınları, Bursa 2007.
- İdare Hukukuna Giriş, Ekin Kitabevi Yayınları, 8. Auflage, Bursa 2008.
- İdare Hukuku Dersleri, Ekin Kitabevi Yayınları, 6. Auflage, Bursa 2008.
- Genel Hukuk Bilgisi (Meslek Yüksekokulları İçin), Ekin Kitabevi Yayınları, 8. Auflage, Bursa 2008.
- Hukukun Temel Kavramları, Ekin Kitabevi Yayınları, 5. Auflage, Bursa 2008.
- Anayasa Hukukunun Genel Esaslarına Giriş, Ekin Kitabevi, Öğrenci Dostu Serisi, 3. Auflage, Bursa 2008.
- Türk Anayasa Hukukuna Giriş, Ekin Kitabevi, Öğrenci Dostu Serisi, 2. Auflage, Bursa 2008.
- Ergun Özbudun'a Armağan / Essays in Honor of Ergun Özbudun, Yetkin Yayınları, Ankara 2008.
- Judicial Review of Constitutional Amendments: A Comparative Study, Ekin Press, Bursa 2008.